# Agustín Fernández (pintor)
Agustín Fernández (La Habana, 16 de abril de 1928 – Nueva York, 2 de junio de 2006), fue un pintor cubano reconocido internacionalmente como integrante de la tercera generación modernista del arte cubano. Su obra se reconoce sobre todo por sus formas ambiguas y precariamente equilibradas, sus matices eróticos, sus yuxtaposiciones surrealistas y su paleta metálica.

## Biografía

### Primeros años

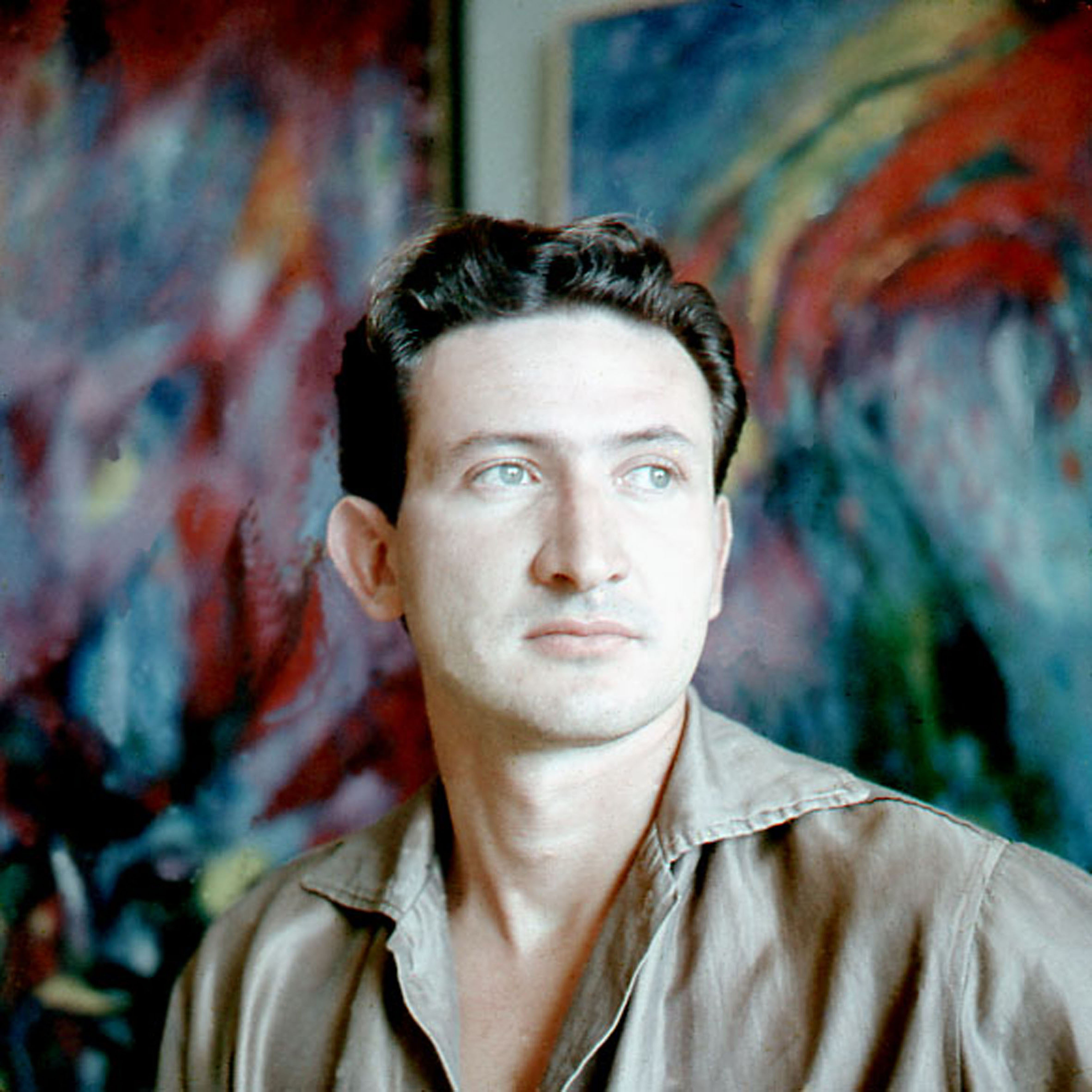
Agustín Fernández c. 1952.

A los once años, en 1939, incursionó en sus primeras lecciones de dibujo, ingresando prontamente a la escuela Belén de Embarque, de afiliación jesuita, en donde recibe clases de pintura. Para 1944 estudia secundaria en la escuela de arte La Anexa, y dos años después ingresa a la Academia Nacional de Bellas Artes San Alejandro. También hizo estudios doctorales de filosofía y letras en la Universidad de La Habana, los cuales no culminó. Luego de graduarse en San Alejandro, viaja a Nueva York, donde pasa por las aulas de la Art Students League, estudiando junto a George Grosz y Yasuo Kuniyoshi. 
De regreso a La Habana, expuso en la Ciudad Cultural Nuestro Tiempo, revelándose como uno de los artistas emergentes de la vanguardia cubana. En 1953 viaja a Francia y España en el transatlántico británico «La Reina del Pacífico». Durante aproximadamente dos años vive en España, asistiendo a cursos en la Real Academia de Bellas Artes de San Fernando de Madrid. En ese año y hasta 1955 forma parte del grupo Los Once. En esta primera etapa expuso sus obras en Madrid (Galería Bucholz, 1953), Washington D.C. (Unión Panamericana, 1954), Nueva York (Adquisiciones de pintura y escultura, MoMA, 1958), y Caracas (Museo de Bellas Artes, 1959). También participó en la IV y V Bienal del Museo de Arte Moderno de Sao Paulo, recibiendo mención en 1957.

### Carrera en el exterior

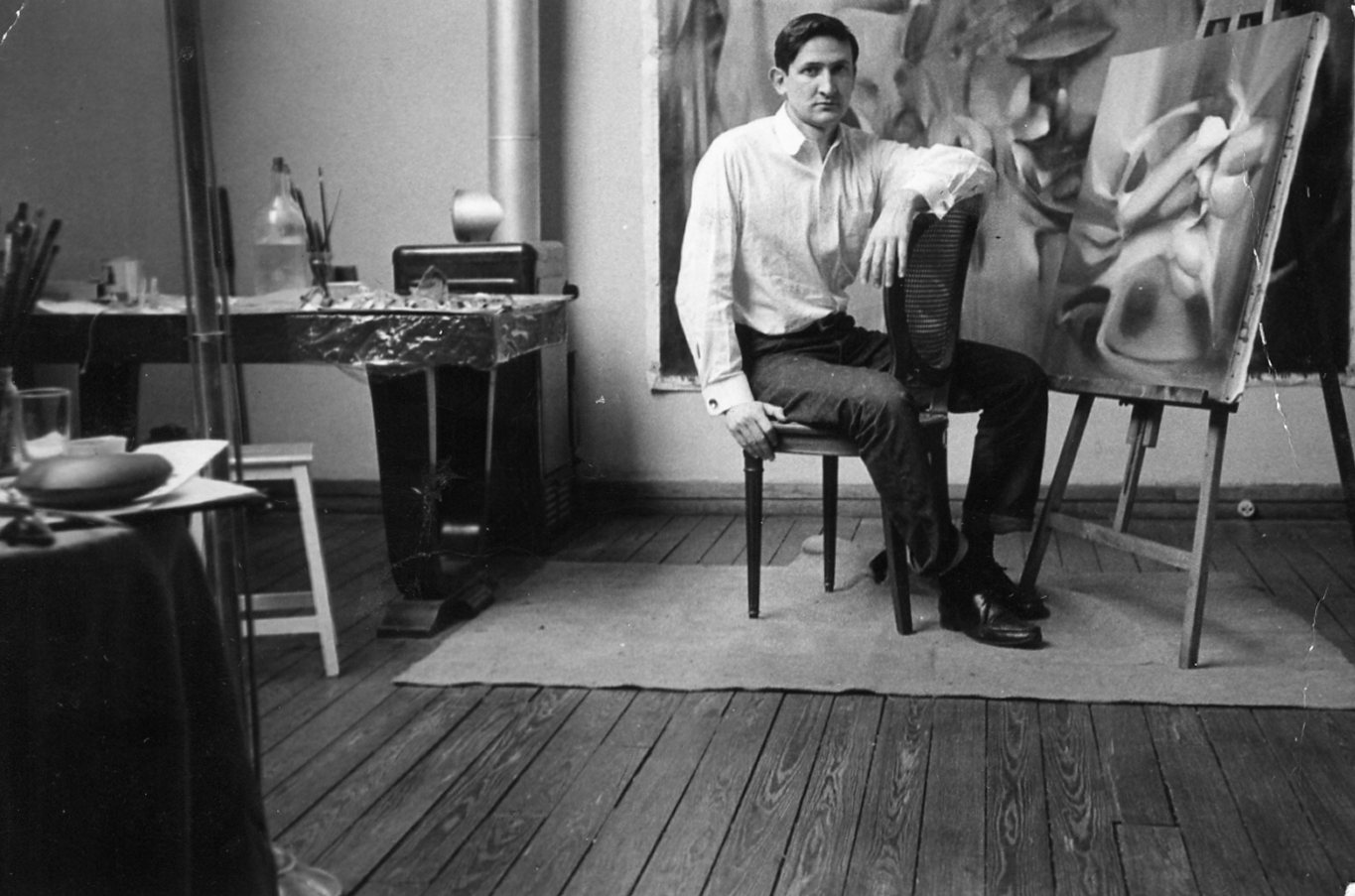
Fernández fotografiado en su estudio en París.

Aunque Fernández inició la carrera en su país natal, la mayoría de sus obras las hizo y expuso en el exterior. En 1959, con el triunfo de la Revolución Cubana, recibió una beca para estudiar en París. Por diferencias políticas, Fernández decidió exiliarse en esta ciudad. Allí mantuvo contacto con Simone Collinet, primera esposa de André Breton, quien dirigía la galería Fürstenberg, Roberto Matta, Joan Miró, Max Ernst, Alain Bosquet y Richard Wright. En 1967 participó en la retrospectiva del MoMA sobre arte latinoamericano 1931-1966.
Para 1969 se mudó a San Juan de Puerto Rico, luego de obtener un contrato con la galería La Casa del Arte. También expuso 20 collages sobre Serigrafía en la Galería Colibrí. 
En 1972 se muda definitivamente a la ciudad de Nueva York. Allí entabló amistad con el fotógrafo Robert Mapplethorpe. Expuso en las galerías: Anita Shapolsky, Gimpel and Weitzenhoffer Gallery, ACA Gallery, Mitchell Algus y la Galería Nina Menoca, Ciudad de México. En Nueva York produjo su célebre grupo de pinturas: «Armaduras». Agustín Fernández participó durante su carrera en diversidad de ferias de arte, entre ellas destacan: el Salón de mayo, Paris Internationale, FIAC (Paris), Independent, Frieze (Nueva York) y en Maastricht (Países Bajos). En el periodo 1978-1979 recibió una beca como artista visual en la Fundación Cintas. Para la década de los noventa se centra en desarrollar una serie de objetos esculturales en los que retoma su esencia surrealista. 

### Legado
En 1992 la Universidad Internacional de Florida expuso una gran retrospectiva de su trabajo.
La obra de Fernández se encuentra en colecciones permanentes tales como: Art Museum of the Americas, Museo Brooklyn, El Museo del Barrio, J.P. Morgan Chase Collection, Galería de Arte de la Universidad Yale, Blanton Museum of Art de la Universidad de Texas, Utah Museum of Fine Arts, Biblioteca del Congreso, Museo de Arte de Nuevo México, MoMA, Estados Unidos; Cabinet des Estampes, Francia; Museo La Tertulia, Colombia; Círculo de Bellas Artes de Maracaibo, Venezuela; Museo de Arte de Ponce, Puerto Rico; Museo Nacional de Bellas Artes, Cuba; Museo de Victoria y Alberto, Reino Unido, entre otros.
Dos cuadros de Fernández han aparecido en el cine: Développement d'un délire apareció en la película de Brian De Palma Vestida para matar (1980), y otro en la película El padre de la novia (2022), protagonizada por el actor cubano-estadounidense Andy García.

## Vida privada

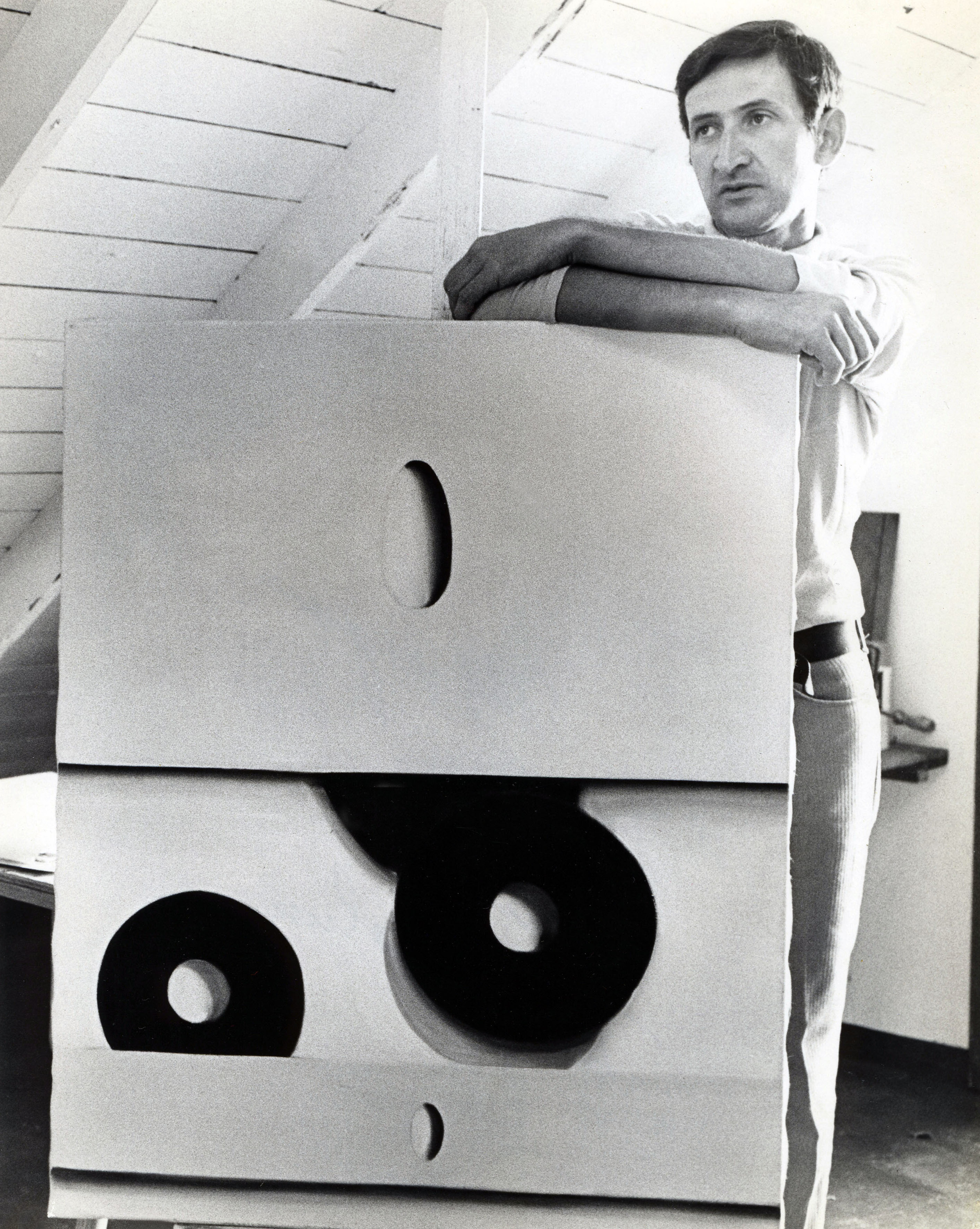
Fernández junto a una de sus esculturas.

Agustín Fernández se casó por primera vez en 1952 con María Elena Molinet. Al divorciarse en 1961, contrajo segundas nupcias con Lia Epelboim, quien había huido de Rumania durante la Segunda Guerra Mundial. Tuvieron tres hijos: Clodio, Clea y Sebastián. 
Falleció el jueves 2 de junio de 2006 en Nueva York, a los 78 años, a causa de complicaciones derivadas de una neumonía. Lia había fallecido pocos meses antes. Para el momento de su muerte, Fernández había realizado una treintena de exposiciones individuales y participado en más de cien exposiciones colectivas.
Dejó inéditas unas memorias en las que cuenta su infancia y juventud en Cuba, así como las influencias de maestros como Diego Velázquez en el devenir de su carrera artística.

## Reconocimientos
- Primer Premio (Medalla de Oro y Diploma) Concurso de Artes Plásticas del Colegio Nacional y Provincial de Arquitectos de Cuba, La Habana, 1956.
- Mención Honorable. IV Bienal do Museu de Arte Moderna de Sâo Paulo, Sao Paulo, Brasil, 1957.
- Concurso Integración de las Artes Plásticas, Colegio de Arquitectos, La Habana, 1957.
- Mención en la Tercera Bienal de San Juan del Grabado Latinoamericano y del Caribe, Arsenal de la Marina, San Juan, Puerto Rico.
- Cintas Foundation Fellowship, Nueva York, 1978.

## Exposiciones individuales

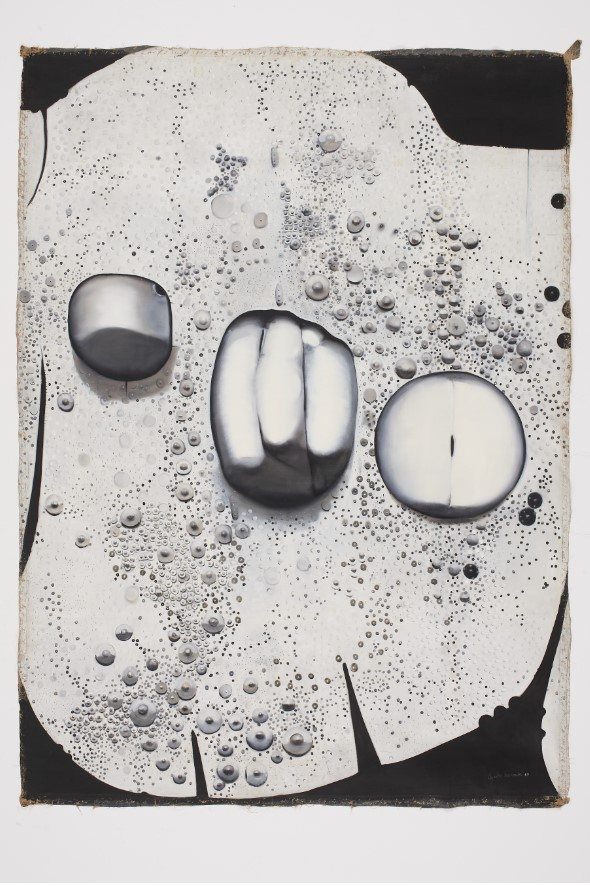
Ver y comprender dos operaciones diferentes, 1963.

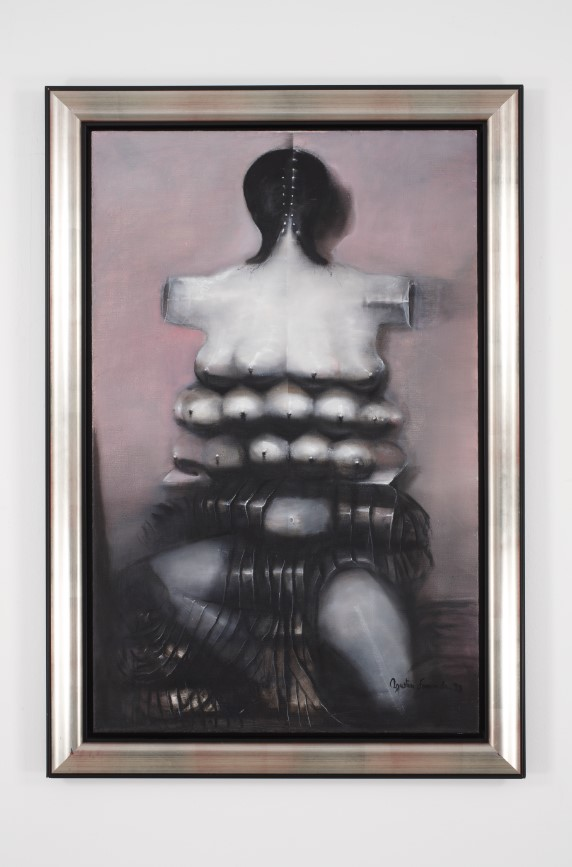
Sin título, 1998.

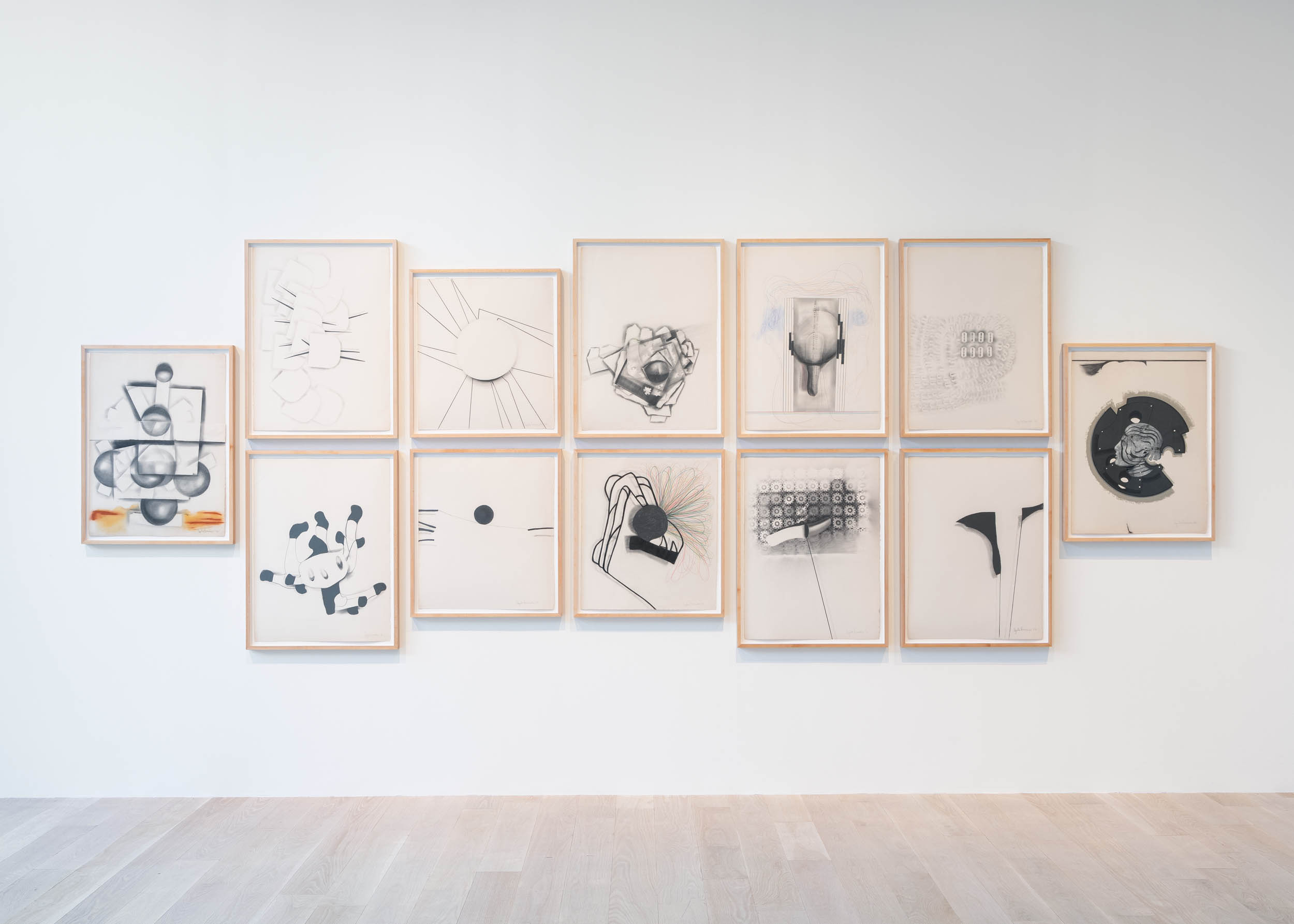

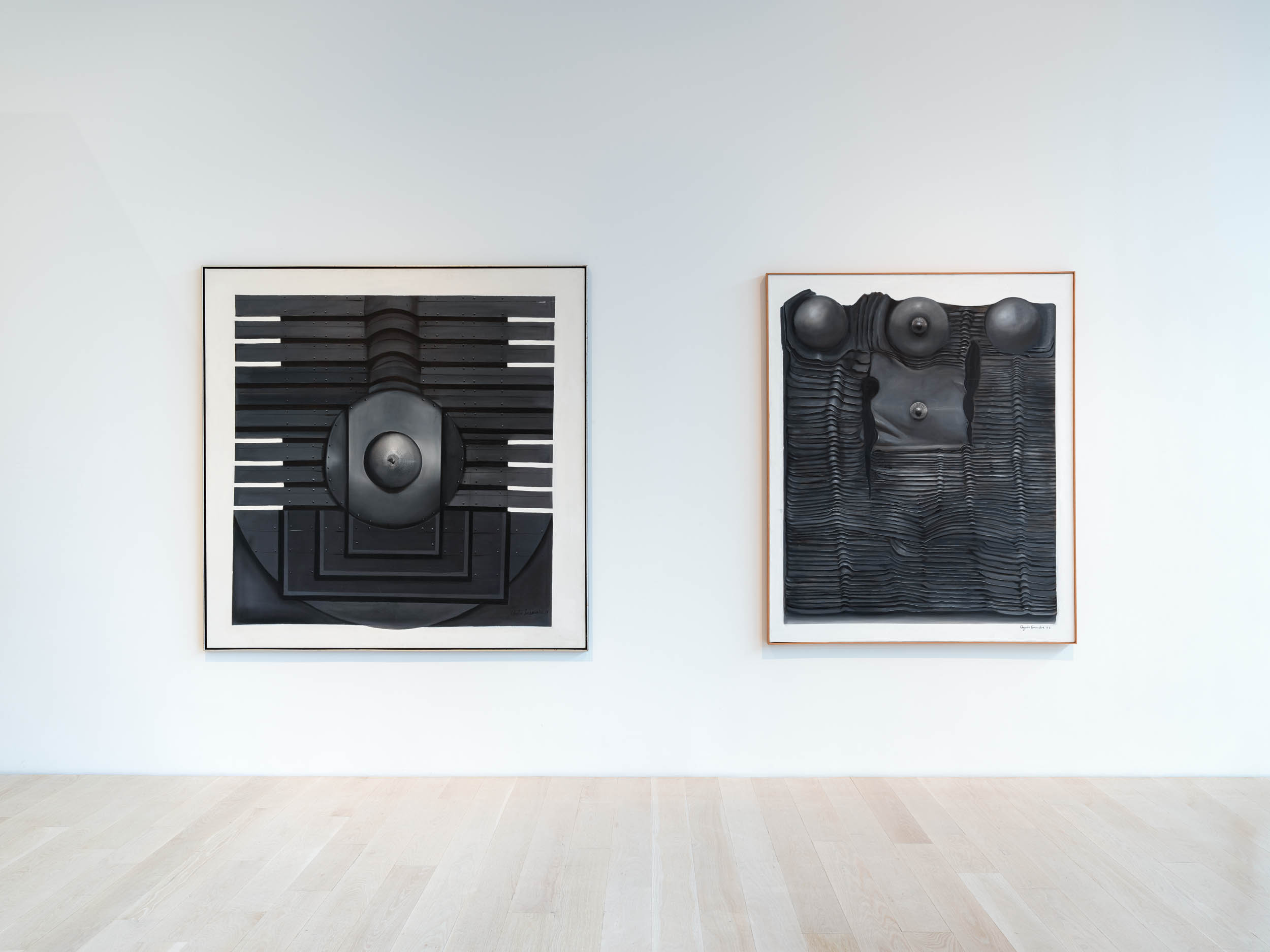
Dos vista de la instalación: Agustín Fernández: Armaduras, Instituto de Arte Contemporáneo (ICA).

- 1951: Agustín Fernández Expone Óleos, Galería Lyceum, La Habana, Cuba.
- 1952: Agustín Fernández, Galería Sociedad Nuestro Tiempo, La Habana.
- 1953: Agustín Fernández, Galería Bucholz, Madrid, España.
- 1954: Agustín Fernández: 15 Paintings, Unión Panamericana Washington D.C., Estados Unidos.
  - Agustín Fernández: Óleos, Gouaches, Galería Lyceum, La Habana.
- 1955: Agustín Fernández, Duveen-Graham Gallery, Nueva York, Estados Unidos.
- 1958: Agustín Fernández, Condon Riley Gallery, Nueva York.
- 1959: Agustín Fernández: Pinturas y Dibujos, Museo de Bellas Artes, Caracas, Venezuela.
  - Agustín Fernández: Pinturas y Dibujos, Galería Contemporánea, Caracas.
  - Agustín Fernández: Pinturas y Dibujos, Círculo de Bellas Artes, Maracaibo, Venezuela
  - Agustín Fernández, Bodley Gallery, Nueva York.
- 1960: Agustín Fernández : Peintures Récentes, Galerie Fürstenberg, París, Francia.
- 1962: Agustín Fernández, Galleria Del Cavallino, Venecia, Italia.
  - Agustín Fernández, Galerie Fürstenberg, París.
  - Agustín Fernández, Galleria Del Naviglio, Milán, Italia.
- 1964: Agustín Fernández, Galerie Fürstenberg, París.
- 1966: Agustín Fernández, Objets-Tableaux, Galerie Jacqueline Ranson, Paris.
  - Agustín Fernández: Objects, Books, Engravings and Collages, Librairie Nicaise, París.
- 1968: Agustín Fernández: Pinturas y Dibujos, Galería La Casa del Arte, San Juan, Puerto Rico.
- 1969: Agustín Fernández, Walton Gallery, Londres, Reino Unido.
- 1970: Agustín Fernández: Oleos, Dibujos, Grabados, Galería La Casa del Arte, San Juan.
- 1973: Agustín Fernández: Collages, Galería Colibrí, San Juan.
  - Agustín Fernández: Retrospectiva, Museo de la Universidad de Puerto Rico, Rio Piedras.
- 1974: Agustín Fernández: Retrospectiva, Galería Las Américas, San Juan.
- 1976: Agustín Fernández, Gimpel and Weitzenhoffer Gallery, Nueva York. 
  - Agustín Fernández, Gallery 24 Collection, Miami, Estados Unidos.
  - Agustín Fernández: Retrospective, Metropolitan Museum and Art Center, Miami.
- 1979: Agustín Fernández: Recent Paintings and Drawings, ACA Gallery, Nueva York.
- 1980: Agustín Fernández: Recent Works, Robert Samuel Gallery, Nueva York.
- 1982: Agustín Fernández: Drawings, Osuna Gallery, Washington D.C.
- 1989: Agustín Fernández, Galerie Fürstenberg, París.
- 1992: Agustín Fernández: A Retrospective, The Art Museum, Universidad Internacional de Florida, Miami.
- 1994: Agustín Fernández: Óleos y Dibujos 1969-1994, Galería Nina Menocal, Ciudad de México, México.
- 1999: Four Latin American Masters: Agustín Fernández, Perez Celis, Antonio Seguí, Oswaldo Vigas, Anita Shapolsky Gallery, Nueva York.
- 2000: Agustín Fernández: Large Paintings, Signal 66 Gallery, Washington D.C.
- 2001: Agustín Fernández: An Exhibit of Recent Works, Aroca Gallery, Miami.
- 2005: Agustín Fernández: Paintings, Drawings, Sculpture, Collage: 1960-2005, Mitchell Algus Gallery, Nueva York.

### Exposiciones póstumas
- 2013: Form’s Transgressions: The Drawings of Agustín Fernández, The Snite Museum of Art, Indiana, Estados Unidos.
- 2014: Agustín Fernández: Ultimate Surrealist, American University Museum at the Katzen Arts Center, Washington, D.C.
- 2015: Agustín Fernández: Paintings and Works on Paper, Mitchell Algus Gallery, Nueva York.
- 2018: Paradoxe de la Jouissance, Mairie du 4e arrondissement, París.
  - Agustín Fernández: Hole in the Wall, Leon Tovar Gallery, Nueva York.
- 2019: Agustín Fernández: Armaduras, Institute of Contemporary Art, Miami.
- 2022: Master Drawings, Leon Tovar Gallery, Nueva York.

### Monografías
- Agustín Fernández: The Metamorphosis of Experience. Ed.The Agustin Fernandez Foundation, 5 Continents Editions, Milán, Italia. [textos por Susan Aberth, Rocio Aranda Alvarado, Donald Kuspit, Abigail McEwen], 2012.
- Kenedy, R.C. «Agustín Fernández». Ed. Joseph A. Novak, New York, 1973.

### Artículos
- Anderson, Dennos and Bowler, Graeme. «Agustín Fernández». Arts Magazine, Nueva York, Vol.54, No.7, Junio, 1980.
- Blanc, Giulio V. «Agustín Fernández: de Paris a New York». Agustín Fernández: A Retrospective, The Art Museum, Florida International University, Miami, Florida, 30 de Octubre - 25 de Noviembre, 1992.
- Bosquet, Alain. «L’Ambition du Peintre». Le Combat, [página editorial], París, Francia, 22 de Mayo de 1962.
- Jouffroy, Alain. «L’Obsession comme Méthode de Pensée.» exh. cat. Galerie du Cercle, París, Francia, 1962.
- Nechvatal, Joseph. «The Erotically Charged Technophilia of Cyberpunk Paintings. Hyperralergic, 12 de junio de 2018.
- Thompson Goizueta, Elizabeth. «I am a painter of the brush». Agustín Fernández. I am a painter of the brush. Leon Tovar Gallery - The Agustín Fernández Foundation, 2022.